# Дементьев, Пётр Тимофеевич
Пётр Тимофеевич «Пека» Дементьев (12 декабря 1913, Санкт-Петербург, Российская империя — 16 октября 1998, Москва, Россия) — советский футболист, нападающий. Заслуженный мастер спорта (1946).

## Биография
Родился в Санкт-Петербурге в большой рабочей семье, из 11 братьев и сестёр Дементьевых выжили пятеро, сам Пётр перенёс тяжелейшую скарлатину.
Футболом начал заниматься с детства, в 13 лет дебютировал в чемпионате Ленинграда за взрослую команду «Меркур», в первом же матче покорив зрителей. Обладая небольшим ростом (163 см), был мастером дриблинга, обладал большой скоростью, колоссальной работоспособностью и тонким чувством игровой ситуации.
Работал на заводе «им. Марти». С 1931 по 1933 годы работал учеником токаря на заводе «им. Кулакова».
В 19 лет Дементьев уже выступал за сборную СССР, провёл за неё 6 неофициальных матчей, забил 2 гола. По свидетельствам современников, многие зрители специально ходили на матчи «посмотреть на Пеку».
С 1932 года выступал за ленинградское «Динамо». В 1937 году участвовал в матчах против сборной Басконии. В том же году в матче против динамовцев Москвы получил тяжёлые переломы руки и ноги. На лечение и восстановление ушёл целый год. В 1940 году был вынужден уйти из команды из-за конфликта с тренером Михаилом Бутусовым.
В списке 33 лучших футболистов СССР — № 2 (1933).
Также играл в хоккей с мячом. В 1936 году был включён в список 22 лучших игроков сезона.
Дементьев перешёл в «Зенит» и в чемпионате 1941 года успел стать лидером команды, но после начала Великой Отечественной войны был вместе с клубом эвакуирован в Казань, где работал на лесозаготовках, вытачивал снаряды. Был награждён медалями «За трудовую доблесть» и «За доблестный труд в годы Великой Отечественной войны».
В 1944 году Пётр Дементьев перешёл в «Крылья Советов»: он был назначен капитаном команды перед игрой против английской команды: предполагалось, что из Лондона приедут несколько профессионалов. «Крылья» также были усилены игроком ЦДКА Валентином Николаевым. Матч прошёл на стадионе «Динамо» и носил закрытый характер: из зрителей на нём присутствовали только советское партийное руководство и сотрудники британского посольства, а игроков пропускали только через охраняемый служебный вход. Встреча завершилась сенсационной победой «Крыльев» 19:1, хотя они пропустили гол уже на первой минуте. Как позже выяснилось, в составе англичан не было профессионалов: английские «профи» решили не лететь через линию фронта.
После окончания войны играл за московские «Крылья Советов» и киевское «Динамо», В 1949 году вернулся в ленинградское «Динамо», где стал капитаном и в 1952 году закончил карьеру. В дальнейшем тренировал команды мастеров: ФШМ Ленинград (1954—1955), «Искра» Казань (1958), работал тренером заводских команд, затем ушёл на пенсию по инвалидности. В 1978 году переехал в Москву, где жил его младший брат Николай, выступавший за «Динамо» и «Спартак».
В пожилом возрасте снимался в спортивной передаче «Молодцы» на Центральном телевидении СССР. На съёмках рассказал, что работает слесарем-лекальщиком. Профессии обучился по настоянию отца, параллельно занимаясь футболом.
Скончался 16 октября 1998 года. Похоронен в Москве, на Востряковском кладбище, на аллее спортсменов.

### Память
В 2002 году у стадиона «Петровский» был установлен памятник Петру Дементьеву, впоследствии разрушившийся.
В Санкт-Петербурге с 2008 года проводится юношеский турнир памяти Петра Дементьева.

### Стиль игры
В анкете газеты «Советский спорт» так характеризовал свой любимый удар по мячу: «Больше всего люблю удар с полулета. Находясь в зоне центровой тройки, жду подачи с краев и тут же, после отскока спустившегося на землю мяча, бью. Удар произвожу подъёмом».

## «Пекины бутсы»
В 1936 году вышел рассказ Льва Кассиля «Пекины бутсы» (первое название — «Турецкие бутсы») о поездке футболиста в Турцию в составе сборной СССР осенью 1935 года. В то время Кассиль работал специальным корреспондентом газеты «Известия» и сопровождал команду на выезде. Сюжет рассказа заключается в том, что Пеке пришлось в Стамбуле купить новые бутсы взамен своих, но на несколько размеров больше; бутсы стали поводом для шуток и подтруниваний со стороны окружающих, но футболист, по иронии судьбы, никак не мог избавиться от обуви. Публикация принесла Дементьеву дополнительную популярность, однако сам он назвал рассказ «смесью были и небылиц», так как описанная история не соответствует действительности.

## Награды
- 2 ордена «Знак Почёта» (22.07.1937; 27.04.1957 — «за успехи, достигнутые в деле развития массового физкультурного движения в стране, повышения мастерства советских спортсменов, и успешное выступление на международных соревнованиях»)